# William Hopper (politician)
William Hopper (n. 9 august 1929) este un om politic britanic, membru al Parlamentului European în perioada 1979-1984 din partea Regatului Unit.